# Сосновка (Бородуліхинський район)
Сосно́вка (каз. Сосновка) — село у складі Бородуліхинського району Абайської області Казахстану. Входить до складу Новодворовського сільського округу.
Населення — 220 осіб (2021; 345 у 2009, 399 у 1999, 856 у 1989).
Національний склад станом на 1989 рік:
- німці — 100 %